# British Fantasy Awards
British Fantasy Awards (BFA) – nagrody przyznawane corocznie przez British Fantasy Society (BFS), począwszy od 1976. Wcześniej były znane jako The August Derleth Fantasy Awards. W 1972 był wręczane tylko w kategorii powieść. Stopniowo liczba kategorii wzrastała, a w 1976 ich nazwa została ujednolicona. Od 2023 wśród kategorii są:
- Najlepsza powieść fantasy (nagroda Roberta Holdstocka)
- Najlepsza powieść grozy (nagroda Augusta Derletha)
- Najlepsza nowela
- Najlepsze opowiadanie
- Najlepsza antologia
- Najlepsza kolekcja
- Magazyn/Periodyk
- Najlepsza niezależna prasa
- Najlepszy artysta
- Najlepszy dźwięk
- Najlepsza literatura faktu
- Najlepszy debiutant (nagroda Sydney J. Boundsa)
- Nagroda Karla Edwarda Wagnera za „ważny wkład w gatunek lub Towarzystwo”, przyznawana według uznania komisji BFS.

Członkowie BFS głosują w celu ustalenia nominacji, a zwycięzców wybiera jury.